# بني كحيل (نجرة)

تعديل مصدري - تعديل

بني كحيل هي إحدى قرى عزلة الشعاثمة بمديرية نجرة التابعة لمحافظة حجة، بلغ تعداد سكانها 31 نسمة حسب تعداد اليمن لعام 2004.